# (28335) 1999 DN2
1999 دي أن 2 (ويعرف أيضًا باسم (28335) 1999 دي أن 2 وفق تسمية الكوكب الصغير) (بالإنجليزية: 1999 DN2)‏ هو كويكب ضمن حزام الكويكبات؛ وترتيبه 28335 من حيث الاكتشاف.
اكتُشف هذا الجُرم الفلكي بواسطة تاكاو كوباياشي في 19 فبراير 1999.

## وصلات خارجية
- (28335) 1999 DN2 في قاعدة بيانات مختبر الدفع النفاث لأجرام النظام الشمسي الصغيرة

- الاكتشاف · مخطط المدار ·  العناصر المدارية · المعلمات المادية

- (28335) 1999 DN2 على موقع ويكي سكاي: DSS2, SDSS, GALEX, IRAS, Hydrogen α, X-Ray, Astrophoto, Sky Map, Articles and images